# چگنی سفلی
چگنی سفلی، روستایی از توابع بخش کوزران شهرستان کرمانشاه در استان کرمانشاه ایران است.

## جمعیت
این روستا در دهستان سنجابی قرار دارد و بر پایه سرشماری مرکز آمار ایران در سال ۱۳۸۵، جمعیت آن ۱۸۱ نفر (۴۴خانوار) بوده‌است. مردم این روستا به دین اسلام و مذهب شیعه اعتقاد دارند و به زبان کردی جنوبی صحبت میکنند.